# تام اشتارک
تام پیتر اشتارک (آلمانی: Tom Peter Starke؛ زاده ۱۸ مارس ۱۹۸۱) بازیکن فوتبال پیشین اهل آلمان است که به عنوان دروازه‌بان بازی می‌کرد.
وی سابقه عضویت در تیم‌های بایر لورکوزن، هامبورگ، پادربورن، دویسبورگ، هافنهایم و بایرن مونیخ را در کارنامه دارد.

## افتخارات
بایرن مونیخ
- بوندس‌لیگا: ۱۳–۲۰۱۲، ۱۴–۲۰۱۳، ۱۵–۲۰۱۴، ۱۶–۲۰۱۵، ۱۷–۲۰۱۶، ۱۸–۲۰۱۷
- جام حذفی فوتبال آلمان: ۱۳–۲۰۱۲، ۱۴–۲۰۱۳، ۱۶–۲۰۱۵
- سوپر جام فوتبال آلمان: ۲۰۱۲، ۲۰۱۶
- لیگ قهرمانان اروپا: ۱۳–۲۰۱۲
- سوپرجام اروپا: ۲۰۱۳
- جام باشگاه‌های فوتبال جهان: ۲۰۱۳